# Babice (Kbel)
Babice jsou malá vesnice, část obce Kbel v okrese Plzeň-jih v Plzeňském kraji. Nachází se asi dva kilometry východně od Kbelu. V roce 2011 zde trvale žilo 12 obyvatel.
Babice leží v katastrálním území Kbel u Přeštic o výměře 5,5 km².

## Historie
Babice vznikly k 1. lednu 1999 jako část obce Kbel v okrese Plzeň-jih.

## Obyvatelstvo
| Rok            | 1869 | 1880 | 1890 | 1900 | 1910 | 1921 | 1930 | 1950 | 1961 | 1970 | 1980 | 1991 | 2001 | 2011 | 2021 |
| -------------- | ---- | ---- | ---- | ---- | ---- | ---- | ---- | ---- | ---- | ---- | ---- | ---- | ---- | ---- | ---- |
| Počet obyvatel | 0    | 0    | 0    | 32   | 33   | 0    | 37   | 0    | 0    | 39   | 22   | 18   | 16   | 12   | 9    |
| Počet domů     | 0    | 0    | 0    | 6    | 6    | 8    | 8    | 0    | 0    | 9    | 7    | 10   | 10   | 10   | 8    |

## Galerie

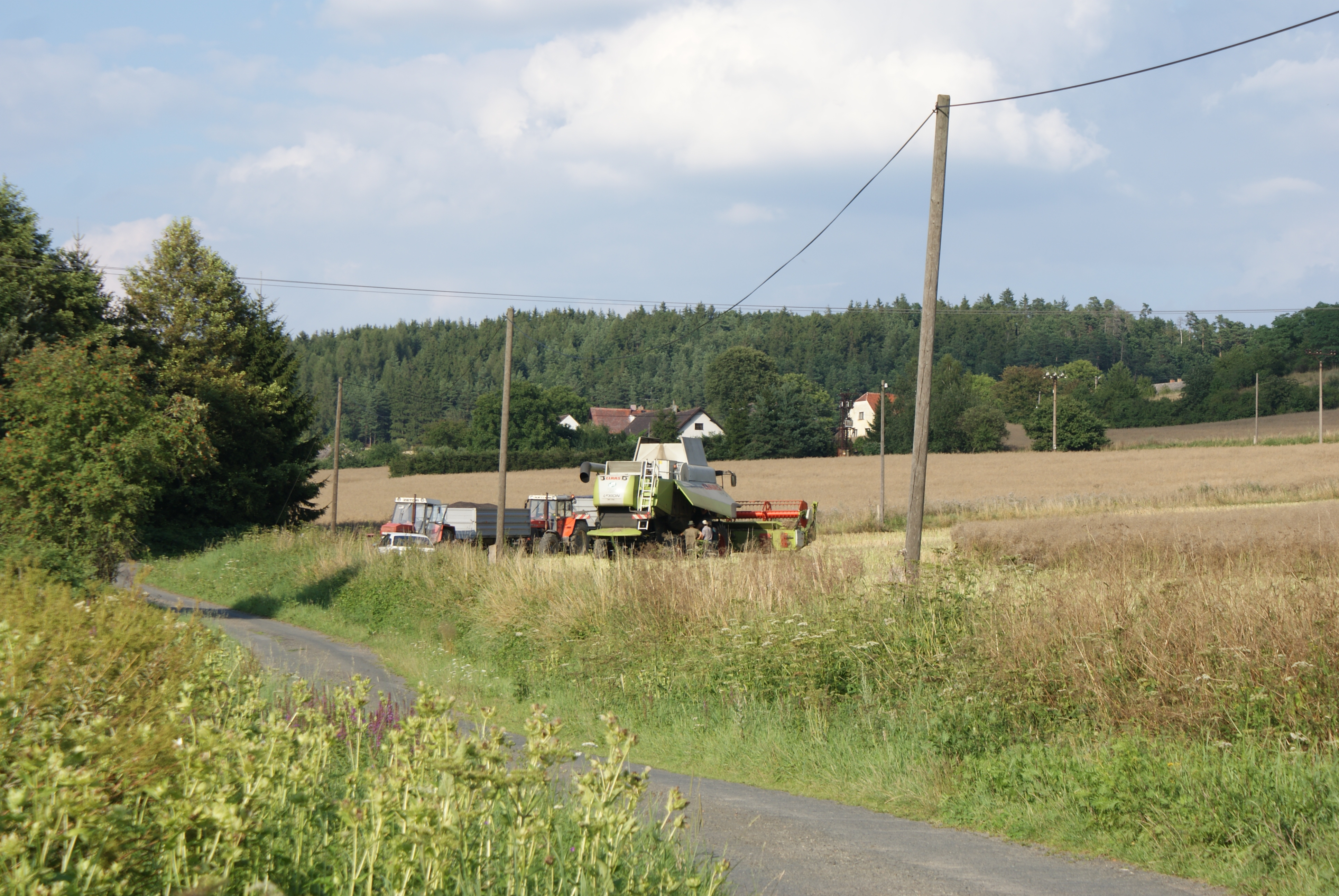
Kombajn
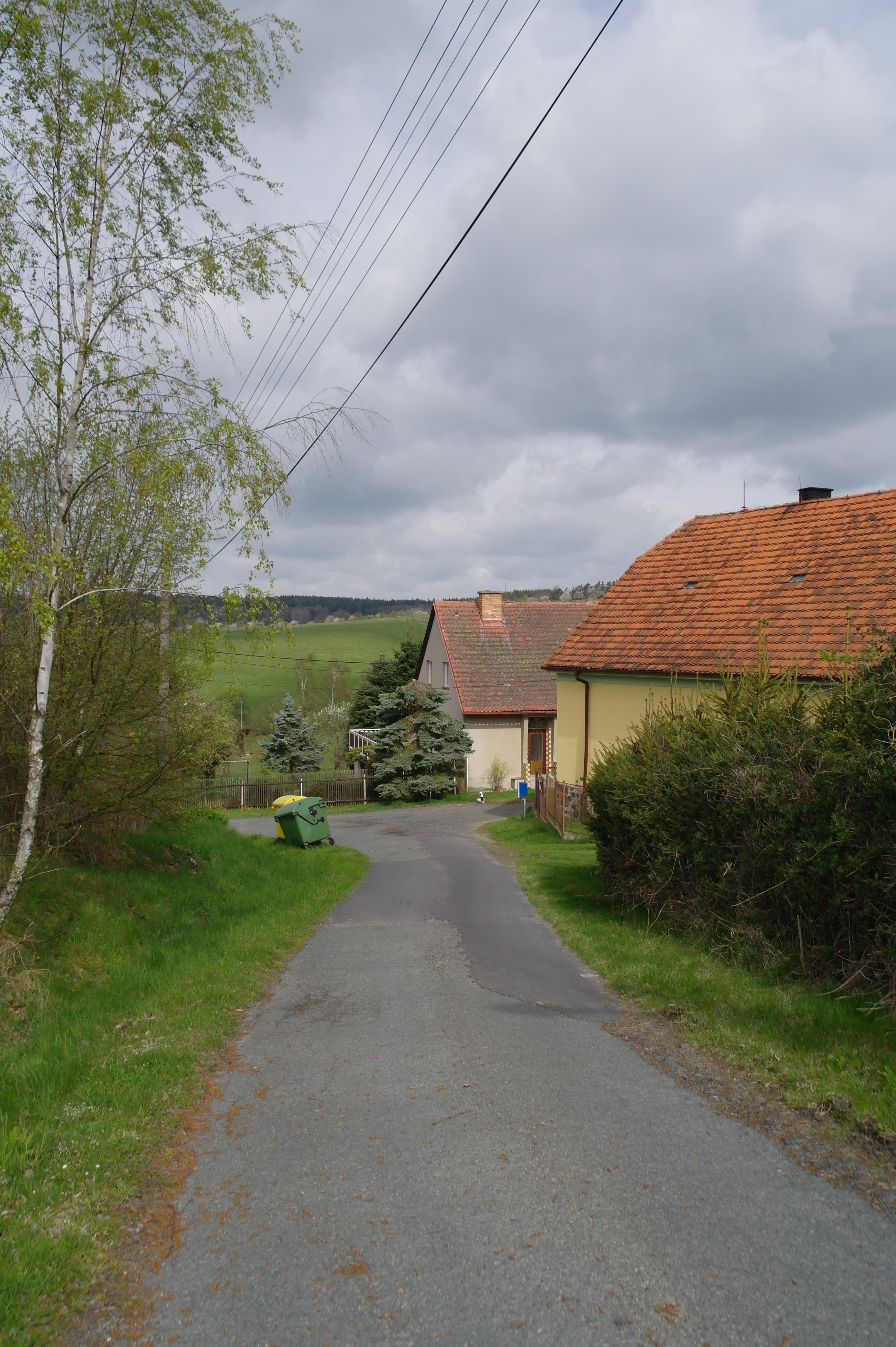
Cesta
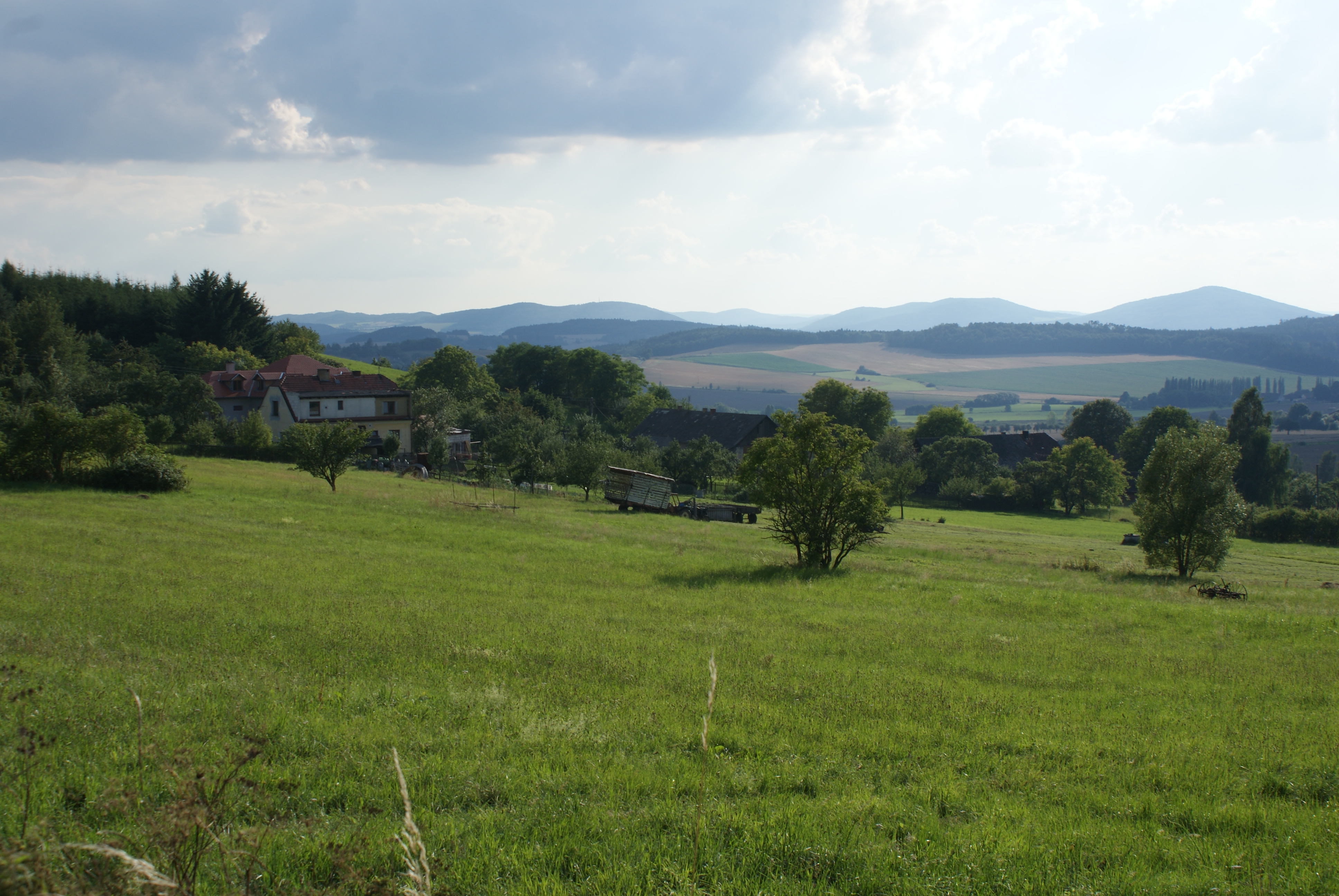
Louky